# 픽셀 아트
픽셀 아트(영어: Pixel art)는 그래픽 소프트웨어를 사용하여 이미지를 그리는 디지털 아트의 한 형태로, 화소를 유일한 구성 요소로 사용한다. 점 모양으로 구성되어 있다고 하여 도트 그림(일본어: ドット絵)이라고도 한다. 이는 8비트 및 16비트 시대의 컴퓨터, 아케이드 캐비넷 및 비디오 게임 콘솔의 저해상도 그래픽과 널리 연관되어 있으며, LED 디스플레이 및 그래프 계산기와 같이 제한된 수의 픽셀과 색상을 사용할 수 있는 다른 제한된 시스템과도 관련이 있다. 기술적 제약이 사라졌음에도 불구하고 이 예술 형식은 오늘날까지도 픽셀 아티스트와 게임 스튜디오에서 사용된다.
대부분의 픽셀 아트는 파일 크기와 색상 팔레트에 사용되는 색상 수 모두에서 제한적인데, 이는 소프트웨어 제약, 특정 미적 효과를 얻기 위함, 또는 인지되는 노이즈를 줄이기 위함과 같은 이유 때문이다. 오래된 형태의 픽셀 아트는 더 작은 팔레트를 사용하는 경향이 있으며, 일부 비디오 게임은 단 두 가지 색상(1비트 색 깊이)만 사용하여 만들어지기도 했다. 이러한 자체 부과된 제약 때문에 픽셀 아트는 모자이크, 십자수, 퓨즈 비즈와 같은 많은 전통적인 제한적 예술 형식과 강한 유사성을 보인다.
픽셀 아트에 대한 정확한 분류는 없지만, 일반적으로 이미지의 각 개별 픽셀에 의도적인 생각이 담겨 있다면 그러한 예술 작품으로 간주된다. 표준 디지털 아트 작품이나 저해상도 사진도 픽셀로 구성되지만, 픽셀이 명확하게 보이거나 두드러지더라도 개별 픽셀이 예술적 의도를 가지고 배치된 경우에만 픽셀 아트로 간주된다.
"도트 아트"와 "픽셀 푸싱"이라는 용어는 특히 일본 예술가들 사이에서 픽셀 아트의 동의어로 사용되기도 한다. 스프라이팅(spriting)이라는 용어는 비디오 게임에 특화된 픽셀 아트 요소를 만드는 활동을 의미하기도 한다. 이 개념은 스프라이트라는 단어에서 유래했을 가능성이 있는데, 이 단어는 컴퓨터 그래픽스에서 더 큰 장면을 구성하는 빌딩 블록으로 사용될 수 있는 2차원 비트맵을 설명하는 데 사용된다.

## 정의
픽셀 아트는 일반적으로 픽셀이 작품의 구도에서 중요한 개별 역할을 할 때 다른 디지털 이미지와 구별되며, 이는 보통 각 개별 픽셀의 배치에 대한 의도적인 제어를 필요로 한다. 이러한 방식으로 의도적으로 편집할 때, 몇 개의 픽셀 위치를 변경하는 것만으로도 이미지에 큰 영향을 미칠 수 있다.
픽셀 아트의 일반적인 특징은 이미지의 전체 색상 수가 적다는 것이다. 픽셀 아트는 한 번에 제한된 수의 색상만 출력할 수 있는 기계로 렌더링된 오래된 비디오 게임 그래픽에서 발견되는 많은 특징을 모방한다.
해상도가 높아질수록 픽셀은 서로 구별하기 어려워지며, 픽셀의 신중한 배치의 중요성이 줄어든다. 이 지점이 정확히 언제 발생하고, 작품을 "픽셀 아트"라고 합리적으로 부를 수 없게 되는 조건이 언제 변경되는지는 주관적이다.

## 역사

### 기원

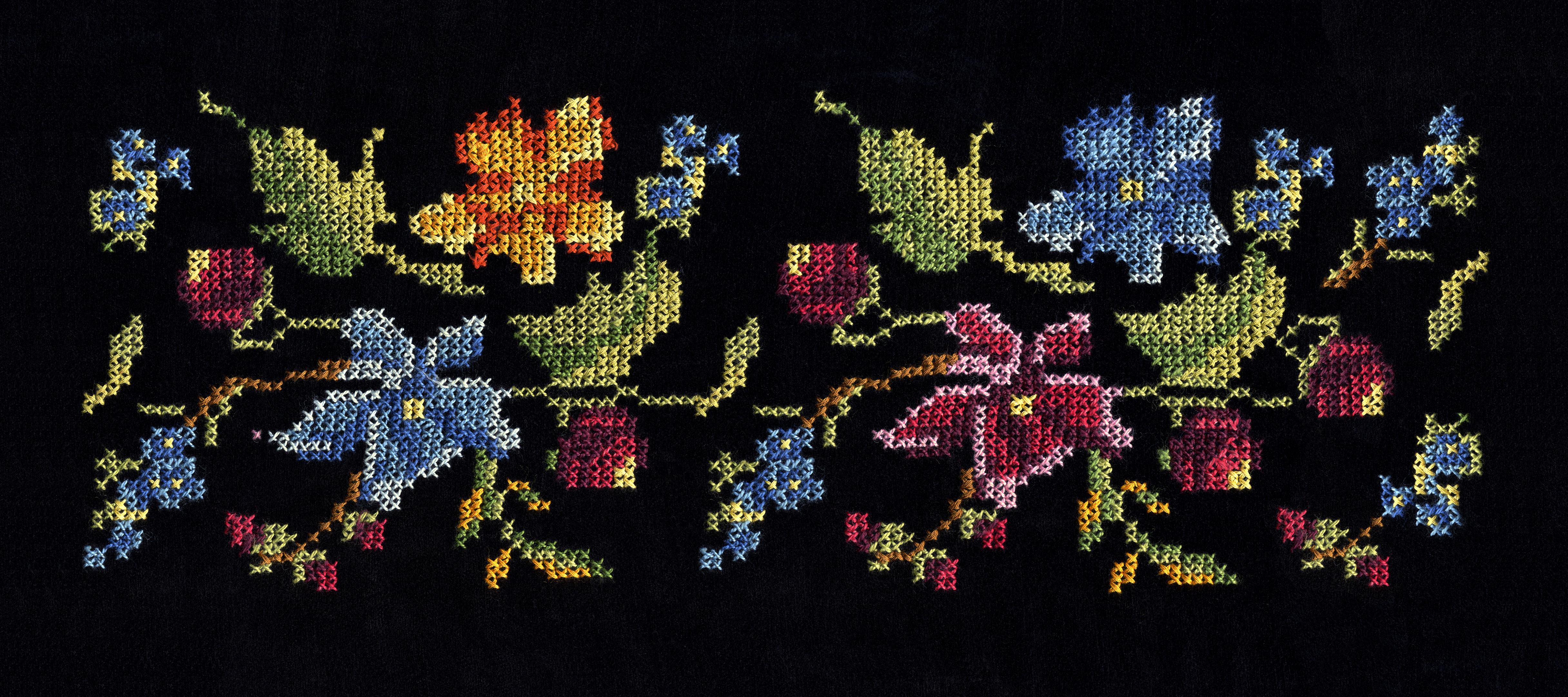
전통 십자수 자수

십자수를 포함한 실 꿰는 자수와 일부 종류의 모자이크 및 비즈공예와 같은 일부 전통 예술 형식은 픽셀 아트와 매우 유사하며, 비디지털적 대응물 또는 선구자로 간주될 수 있다. 이 예술 형식들은 현대 디지털 컴퓨팅의 픽셀과 유사한 작은 색상 단위로 그림을 구성한다.
픽셀 아트의 가장 초기 사례 중 일부는 20세기 초 뉴욕 시의 광고 디스플레이와 같은 아날로그 전자 광고 디스플레이에서 발견될 수 있으며, 1937년경부터 존재했던 간단한 흑백 전구 매트릭스 디스플레이가 그 예이다. 오늘날 알려진 픽셀 아트는 아케이드 비디오 게임의 황금기에서 크게 유래했으며, 스페이스 인베이더 (1978) 및 팩맨 (1980)과 같은 게임과 8비트 콘솔인 패밀리컴퓨터 (1983) 및 세가 마스터 시스템 (1985)이 있다.
픽셀 아트(pixel art)라는 용어는 1982년 제록스 팔로알토 연구 센터의 아델 골드버그와 로버트 플레갈이 저널 서한에서 처음 발표했다. 그러나 이 관행은 그보다 최소 11년 전으로 거슬러 올라가며, 예를 들어 1972년 리처드 숍의 슈퍼페인트 시스템에서도 사용되었다. 이 시스템 또한 제록스 PARC에 있었다.

### 1970년대
초기 그래픽의 심각한 제약 때문에 비디오 게임에서 픽셀 아트의 첫 번째 사례는 비교적 추상적이었다. 컴퓨터와 게임 콘솔의 낮은 해상도로 인해 게임 디자이너는 개별 픽셀을 의도적으로 배치하여 인식 가능한 기호, 캐릭터 또는 항목을 형성하는 방식으로 게임 자산을 신중하게 디자인해야 했다. 우주선, 자동차 또는 탱크와 같은 간단한 기능 기반 아바타(또는 플레이어 대리자)는 최소한의 애니메이션과 컴퓨팅 파워를 필요로 했으며, 적, 지형 및 파워업은 종종 기호 또는 간단한 디자인으로 표현되었다. 1970년대의 제한된 하드웨어로 인해 퐁의 비교적 단순한 디자인과 같은 추상화는 때때로 더 상세한 표현 예술을 시도하는 것보다 더 나은 게임 가독성과 상업적 성공을 가져왔다.
비록 1960년대부터 컴퓨터가 예술 창작에 사용되었고 1970년대 후반에 마이크로컴퓨터가 사용되었지만, 그리고 픽셀화된 미학을 활용한 디지털 아트의 사례가 있지만, 1970년대에는 다른 형태의 디지털 페인팅이나 디지털 아트와 대조적으로 픽셀의 의도적인 배치나 개별 픽셀의 미학화를 구별하는 잘 알려진 픽셀 아트 전통은 존재하지 않는다. 이러한 이유로 픽셀 아트는 1970년대에 인정된 매체나 예술 형식이 아니었다고 주장할 수 있다.

### 1980년대
때때로 비디오 게임의 황금기 또는 아케이드 비디오 게임의 황금기라고 불리는 1980년대는 비디오 게임이 새로운 예술 형태이자 엔터테인먼트의 한 형태로 혁신을 이루던 시기였다. 1980년대 초반에는 비디오 게임 제작자들이 주로 프로그래머였지 그래픽 디자이너가 아니었다. 기술 혁신은 게임에서 더 표현적이고 "현실적인" 그래픽에 대한 시장 압력으로 이어졌다. 그래픽이 향상됨에 따라 손으로 그린 게임 자산을 가져온 그림이나 3D 다각형으로 대체할 수 있게 되었고, 이는 픽셀 아트가 별도의 예술 형태로 발전하는 데 기여했다.

점차적으로 전문 예술가와 그래픽 디자이너가 비디오 게임 산업에 더 큰 영향을 미쳤다. 시에라 엔터테인먼트는 로버타 윌리엄스가 픽셀화한 미스터리 하우스와 킹스 퀘스트 시리즈를 출시했으며, 루카스필름 게임스는 공포의 저택, 잭 맥크라켄과 외계인 마인드벤더, 인디아나 존스와 최후의 성전: 그래픽 어드벤처와 같은 게임을 출시했다. 루카스필름 게임스의 예술가 마크 J. 페라리는 나중에 다음과 같이 말했다.
1987년 루카스필름 게임스에 컴퓨터 게임 아트 작업을 위해 처음 고용되었을 때, 픽셀 그래픽스는 누구에게도 '예술 형식'으로 여겨지지 않았다. 픽셀 사용은 미학적 선택이 아니었다. 지금은 분명히 그렇지만요. 오히려 픽셀은 흥미롭지만 당혹스러운 새로운 컴퓨터 엔터테인먼트 영역에서 '진정한 예술'을 창조하는 데 있어 피할 수 없는 매우 성가신 장애물이었다. 그때는 픽셀 아티스트가 전혀 없었다! 오직 전통적인 예술가들만 있었다.

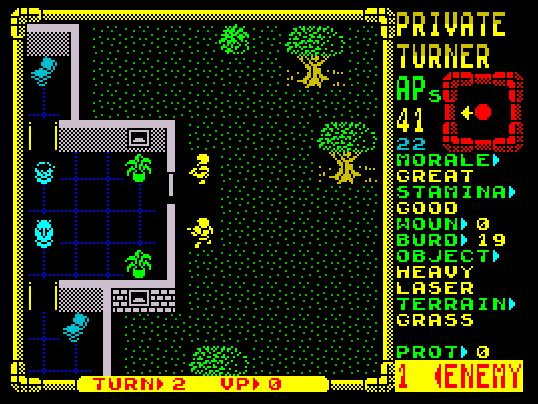
레이저 스쿼드 (1988) 스크린샷, ZX 스펙트럼

그럼에도 불구하고 1980년대 비디오 게임의 미학은 비디오 게임, 데모씬 그래픽, 독립 예술가들 사이에서 현대 및 미래 픽셀 아트에 큰 영향을 미쳤다. 1980년대에 컴퓨터가 더 저렴해지면서 아타리 ST용 DEGAS Elite (1986), 아미가용 디럭스 페인트 (1985) 및 Deluxe Paint 2 (1986), 코모도어 64용 Paint Magic과 같은 소프트웨어는 많은 후기 픽셀 아티스트들이 픽셀의 신중한 배치를 통해 디지털 아트를 만들도록 영감을 주었다. 코모도어 64 및 암스트래드 CPC의 경우, 일부 초기 픽셀 아티스트는 조이스틱과 키보드를 사용하여 픽셀 작업을 했다.
1980년대 후반 유럽에서 데모씬 운동이 부상하면서, 코모도어 64 및 ZX 스펙트럼과 같은 8비트 컴퓨터 또는 16비트 컴퓨터인 아타리 ST를 사용하여 픽셀 아트를 능숙하게 제작하는 예술가들은 자신들의 픽셀 아트를 데모로 출판하기 시작했다. 데모그룹은 종종 코더(프로그래머), 음악가, 그래픽 아티스트를 포함했는데, 그래픽 아티스트는 그래픽 디자이너 및 픽셀 아티스트의 일반적인 이름이었다. 일부 그래픽 아티스트는 크랙된 비디오 게임에 아트를 추가하는 작업(크랙 인트로)을 했지만, 데모씬은 예술을 위해 픽셀 아트를 만드는 예술 커뮤니티에 기여했다. 이들은 종종 사람 대 사람으로 전달되거나 우편 서비스를 통해 플로피 디스크로 공유되었다. 그러나 데모씬과 관련 픽셀 아트 환경의 황금기는 종종 1990년대 초에 시작된 것으로 간주된다.

### 1990년대
1990년대 이전에는 디스플레이 시스템이 대부분 고정된 색상(각 시스템에 내재된 16가지 고정 색조, 종종 서로 호환되지 않음)의 작은 4비트 팔레트를 기반으로 했다. 다음 10년은 색 깊이 증가와 인덱스 컬러 팔레트의 등장으로 그래픽 표준을 크게 향상시켰다(예: 아타리 ST 및 메가 드라이브는 512가지 색상, 아미가 ECS는 4,096가지, 슈퍼 패미컴은 32,768가지, 아미가 AGA 및 PC의 VGA 모드는 16,777,216가지). 1990년대에는 수동으로 그려진 그래픽을 사용하는 2D 게임이 3차원 게임 및 사전 렌더링된 3D 자산을 사용하는 게임과의 경쟁이 심화되었다. 그럼에도 불구하고 플래시백, 원숭이 섬의 비밀, 카오스 엔진, 스트리트 파이터 III: 서드 스트라이크, 슈퍼 마리오 월드, 젤다의 전설 신들의 트라이포스와 같은 픽셀 아트 게임은 게임 산업의 미래 아티스트, 현대 데모씬, 그리고 이후 수십 년간의 픽셀 아트 미학에 큰 영향을 미쳤다.
비디오 게임의 영향을 받은 픽셀 아트 외에도 데모씬의 픽셀 아티스트(또는 그래픽 아티스트)들은 데모와 크랙트로를 위한 픽셀 아트를 계속 만들었다. 1990년대에 활동했던 일부 데모씬 픽셀 아티스트들은 특히 로고 디자인에 있어 영화와 도시 그래피티를 자신의 예술에 중요한 영향을 미쳤다고 언급했다. 기존 비디오 게임의 스프라이트를 복사하는 것 외에도 데모씬 픽셀 아티스트들은 이안 밀러와 사이먼 비즐리와 같은 인기 있는 예술가와 일러스트레이터의 작품을 복사하기도 했다. 점차적으로 데모씬 모임에서 픽셀 아트(그래픽) 대회를 포함한 경쟁이 점점 더 중요해졌고, 십대와 젊은 성인이 이러한 모임의 주요 인구였기 때문에 많은 데모씬 픽셀 아트는 친숙한 판타지, 공상 과학 및 사이버펑크 트로프를 참조했다. 데모씬 대회는 픽셀 아트의 방향을 형성하는 데 큰 영향을 미쳤다. 저명한 예술가들은 혁신하고, 우수한 기술을 선보이고, 기술적 제약을 극복하며, 많은 경우 안티앨리어싱을 통해 사실적인 표현을 목표로 삼았다.
인터넷이 1990년대에 더 널리 보급됨에 따라, 픽셀 아티스트와 데모씬er들은 웹사이트, 인스턴트 메시징, 온라인 파일 공유를 통해 점차 픽셀 아트를 퍼뜨리기 시작했다. 데모씬이 젊은 남성들 사이에서 가장 인기가 많았다고 할 수 있지만, 1990년대 후반에는 픽셀 돌 또는 '돌즈'로 알려진 온라인 운동이 시작되었으며, 이는 젊은 여성들 사이에서 인기가 많았다. 디지털 카메라가 흔해지기 전 시대에 채팅과 개인 웹 페이지의 인기가 증가하면서 맞춤형 아바타를 통한 개인 표현에 대한 수요가 증가했다. 이러한 아바타는 종종 픽셀 돌 형태로 나타났는데, 이는 다양한 의상과 액세서리를 착용할 수 있는 픽셀 아트 캐릭터였다. 픽셀 돌이 점점 더 보편화되면서 많은 픽셀 아티스트들은 점차 이를 독립적인 예술 형태로 발전시키기 시작했다.

### 2000년대
2000년대는 픽셀 아트가 다른 형태의 디지털 아트와는 별개로 전 세계적으로 실천되는 예술 형식으로 자리매김하는 데 중요한 10년이었다. 특히, Pixelation 포럼과 Pixel Joint 갤러리는 가장 영향력 있는 영어권 온라인 커뮤니티로 평가받으며, 주로 서유럽 중심의 데모씬 운동이 그러지 못했던 방식으로 전 세계 픽셀 아티스트들을 연결했다. Pixelation은 예술가들이 픽셀 아트를 공유하고 피드백을 주고받을 수 있는 웹 포럼이었다. 주요 초점은 단순히 감탄, 오락, 경쟁을 위해 예술을 공유하는 것보다는 픽셀 아트에 대한 비판, 기술 개발 및 이해였다. Pixel Joint는 회원들이 개인 작품을 제출하고 다른 회원의 픽셀 아트에 댓글을 달 수 있는 온라인 갤러리이다. 여기에는 주간 챌린지, 포럼, 명예의 전당, 회원 투표 기반의 월간 톱 10 픽셀 아트 대회와 같은 기능이 있다.
시간이 지남에 따라 Pixelation과 Pixel Joint라는 서로 겹치지만 분리된 커뮤니티는 픽셀 아트의 본질에 대한 온라인 담론에 참여하여 널리 공유되는 튜토리얼을 고무하고 1990년대의 픽셀 아트와는 다른 새로운 패러다임에 기여했다고 볼 수 있다. 주요 관심사는 픽셀 아트를 오에카키와 같은 다른 유형의 디지털 아트와는 별개의 매체 및 예술 형식으로 확립하는 것이었다. 특히, 매우 제한적인 팔레트(예: 최대 8 또는 16가지 색상)는 일부 사람들에 의해 픽셀 아트의 정의적인 특징으로 주장되었다. 한 예로 "8가지 색상 신사 클럽"이라고 불리는 그룹이 있는데, 이들은 8가지 색상을 사용하는 픽셀 아트를 찬양하는 픽셀 아티스트들로 구성되어 있다. 투명 레이어와 번짐 도구의 사용도 픽셀 아트가 아니며 Pixel Joint 갤러리에서는 허용되지 않는 것으로 간주되었다. 데모씬은 대부분 물리적 모임과 예술가, 음악가, 프로그래머 그룹 간의 협업을 중심으로 진행되었지만, Pixel Joint와 Pixelation의 픽셀 아트 커뮤니티는 주로 개별 예술가들 간의 온라인 상호 작용을 기반으로 했다. Pixel Joint에서는 예술가들 간의 협업을 통해 만들어진 픽셀 아트는 갤러리에서 허용되지 않고 별개의 활동으로 간주되었다. Pixel Joint의 운영자들이 강제하는 허용 가능한 픽셀 아트에 대한 비교적 엄격한 아이디어는 반복적인 갈등을 초래했지만, DeviantArt와 같은 웹사이트에서 다양한 유형의 디지털 그림이 인터넷에 공유되던 시기에 픽셀 아트가 별개의 매체로 돋보이는 데 기여하기도 했다. 특히, 여러 저명한 예술가들은 Cure의 튜토리얼이 픽셀 아트를 별개의 예술 매체 또는 예술 형식으로 배우는 데 중요하다고 언급한다.
1990년대 데모씬 픽셀 아트의 황금기가 지난 후, 그 당시의 많은 유명한 픽셀 아티스트들은 2000년대에 픽셀 아트에서 휴식을 취했지만, Gas 13과 Tomic처럼 일부는 Pixelation과 Pixel Joint에 일찍 합류했다. 활동이 감소했지만, 데모씬은 1980년대 후반과 1990년대 초반의 플랫폼, 특히 코모도어 64와 아타리 컴퓨터를 사용하여 픽셀 아트를 계속 탐구했다.
2000년대 동안 픽셀 돌 커뮤니티는 포럼, 게시판, 채팅 서비스의 지속적인 성장 덕분에 급격히 성장했다. 돌 팰리스, 에덴 인챈티드, 디비언트아트와 같은 웹사이트와 많은 개인 웹사이트를 통해 픽셀 돌은 대중의 피드백, 경쟁, 튜토리얼, 모범 사례 및 행동 규칙을 갖춘 새로운 예술 형태로 점점 더 인정받았다. 2000년대는 부분적으로 다양한 온라인 커뮤니티가 아바타에 픽셀 돌을 사용하고 소셜 미디어 시대 이전에 인터넷 포럼의 인기가 높았기 때문에 픽셀 돌 인기의 절정기였다고 할 수 있다. 그럼에도 불구하고 픽셀 돌 커뮤니티와 Pixel Joint, Pixelation 또는 데모씬과 같은 다른 픽셀 아트 커뮤니티 사이에는 상대적으로 상호 작용이 적었다.
2000년대 컴퓨터 및 콘솔 비디오 게임에서 픽셀 아트는 주로 3D를 기반으로 하는 더 현대적인 그래픽에 찬성하여 대부분 버려졌다. 픽셀 아트로 작업하던 많은 전문 게임 아티스트들은 업계를 떠나거나 다른 형태의 디지털 아트로 전환했다. 이는 픽셀 아트가 게임 산업 직원보다는 독립 예술가들이 주로 실천하는 독립적인 예술 형태로 자리매김하는 데 기여했다고 볼 수 있다. 몇 가지 주목할 만한 예외가 있는데, 하보 호텔은 많은 등축 픽셀 아트를 영감을 주었고, 게임보이 어드밴스용 어드밴스 워즈가 있다.

### 2010년대
2010년대에 픽셀 아트의 인기가 가속화되었다. 이러한 추세에 크게 기여한 것 중 하나는 슈퍼브라더스: 스워드 & 스워서리 EP (2011), 테라리아 (2011), FEZ (2012), 페이퍼스, 플리즈 (2013), 삽질 기사 (2014), 언더테일 (2015), 아울보이 (2016), 스타듀 밸리 (2016), 델타룬 (2018+), 설레스트 (2018), 옥토패스 트래블러 (2018)와 같은 여러 '레트로' 픽셀 아트 게임의 성공이었다. 이들 게임 중 다수는 저해상도 게임 자산과 필터, 고해상도 UI, 특수 효과와 같은 비픽셀 아트(NPA) 요소를 결합했다. 미디어 및 게임 산업에서 픽셀 아트에 대한 관심이 높아지는 것은 픽셀 아트 커뮤니티의 급격한 성장과 일치했다. Owlboy의 아트 디렉터 사이먼 앤더슨은 픽셀의 예술 매체로서의 장점을 보여주고, 예술 기술의 잠재력을 끌어내며, 수백만 가지 색상이나 3D 캡처 없이도 픽셀 아트를 제대로 선보이고 싶었다고 설명했다. 이와 대조적으로, 강렬하게 양식화되고 추상적인 슈퍼브라더스: 스워드 & 스워서리 EP는 필터와 비픽셀 아트 그래픽을 광범위하게 사용했다. 슈퍼브라더스: 스워드 & 스워서리는 또한 플레이어가 다양한 게임 내 업적을 트위터에 공유할 수 있도록 허용했으며, #sworcery 해시태그가 입소문을 타면서 비디오 게임에서 픽셀 아트에 대한 새로운 관심이 다시 불붙는 데 기여했다.
Pixel Joint와 Pixelation은 기여자 수가 증가하는 중요한 커뮤니티로 남아 있었지만, 2010년대에는 레딧, 디비언트아트, 인스타그램, 트위터에 새로운 커뮤니티가 등장했다. 특히 Pixelation은 매우 헌신적이고 종종 전문적인 픽셀 아티스트들의 핵심을 가지고 있었고, Pixel Joint는 온라인 갤러리에 제출된 작품을 수락하거나 거부하는 모더레이터를 가지고 있었지만, 소셜 미디어의 새로운 픽셀 아트 커뮤니티는 자연스럽게 덜 응집력이 있었지만 더 개방적이었다. 소셜 미디어는 픽셀 아트의 지속적인 성장과 오래된 픽셀 아트 웹사이트에 대한 더 많은 트래픽에 크게 기여했을 뿐만 아니라, 텀블러, 트위터, 인스타그램과 같은 웹사이트는 전통적인 픽셀 아트 커뮤니티 외부의 새로운 픽셀 아티스트(예: Waneella 및 Pixel Jeff)에게 상당한 전 세계적 관심을 부여했다.
2010년대에 데모씬은 아마도 실버 에이지에 진입했다고 볼 수 있는데, 이는 여러 나이든 예술가들이 휴식 후 자신의 취미로 돌아왔기 때문이다. 또한, 이 십년 동안 픽셀 아트의 인기가 증가하면서 1990년대와 2000년대에 활동하지 않았던 새로운 예술가들도 데모씬에 유입되었다. 데모씬과 그 그래픽 대회가 결코 멈추지 않았다는 점을 주목하는 것이 중요하지만, 2010년대는 그럼에도 불구하고 재활의 시기로 간주될 수 있다.
어도비 포토샵과 같은 고급 디지털 페인팅 소프트웨어가 더 널리 보급되고 사용하기 쉬워지면서 픽셀 돌 커뮤니티는 전통적인 픽셀 아트를 사용하는 '픽셀 셰이더' 그룹과 더 고급 도구를 사용하는 '툴 셰이더' 그룹으로 나뉘었다. 인터넷 포럼의 인기가 떨어지고 인터넷 커뮤니티에서 그려진 아바타가 사진으로 점차 대체되면서 픽셀 돌링 커뮤니티는 이 십년 동안 점차 활동이 줄어들었다.
아마도 비디오 게임과 소셜 미디어에서 픽셀 아트의 부상 때문일 것이다. 픽셀 아트는 다른 대중문화 영역에서도 나타났고 공공 박물관에도 진출했다. 이반 딕슨과 폴 로버트슨은 심슨 가족의 오프닝 시퀀스를 픽셀 아트 버전으로 만들어 국제적인 주목을 받았다. 이보이는 등축 픽셀 아트 디스플레이로 유명해졌는데, 이는 종종 광고에 사용되거나 독립 예술 작품으로 판매되었다. 옥타비 나바로와 구스타보 비셀너와 같은 픽셀 아티스트들의 작품은 주요 신문과 잡지에 실렸다. 프랑스 도시 예술가 인베이더는 전 세계에서 볼 수 있는 그의 도시 픽셀 아트 모자이크로 국제적인 주목을 받았다. 1980년대에 영감을 받은 신스웨이브 예술가 및 그룹 사이에서 픽셀 아트는 발렌베르크의 퍼터베이터 작업과 픽셀 아티스트 제이슨 태매매기, 기욤, 메리 사프로, 와넬라가 만든 건십 뮤직 비디오와 같은 뮤직 비디오를 만드는 데 사용되었다. 2012년 워싱턴의 스미스소니언 협회 박물관은 거의 70만 명이 관람한 비디오 게임 아트라는 전시회를 열었다.

### 2020년대

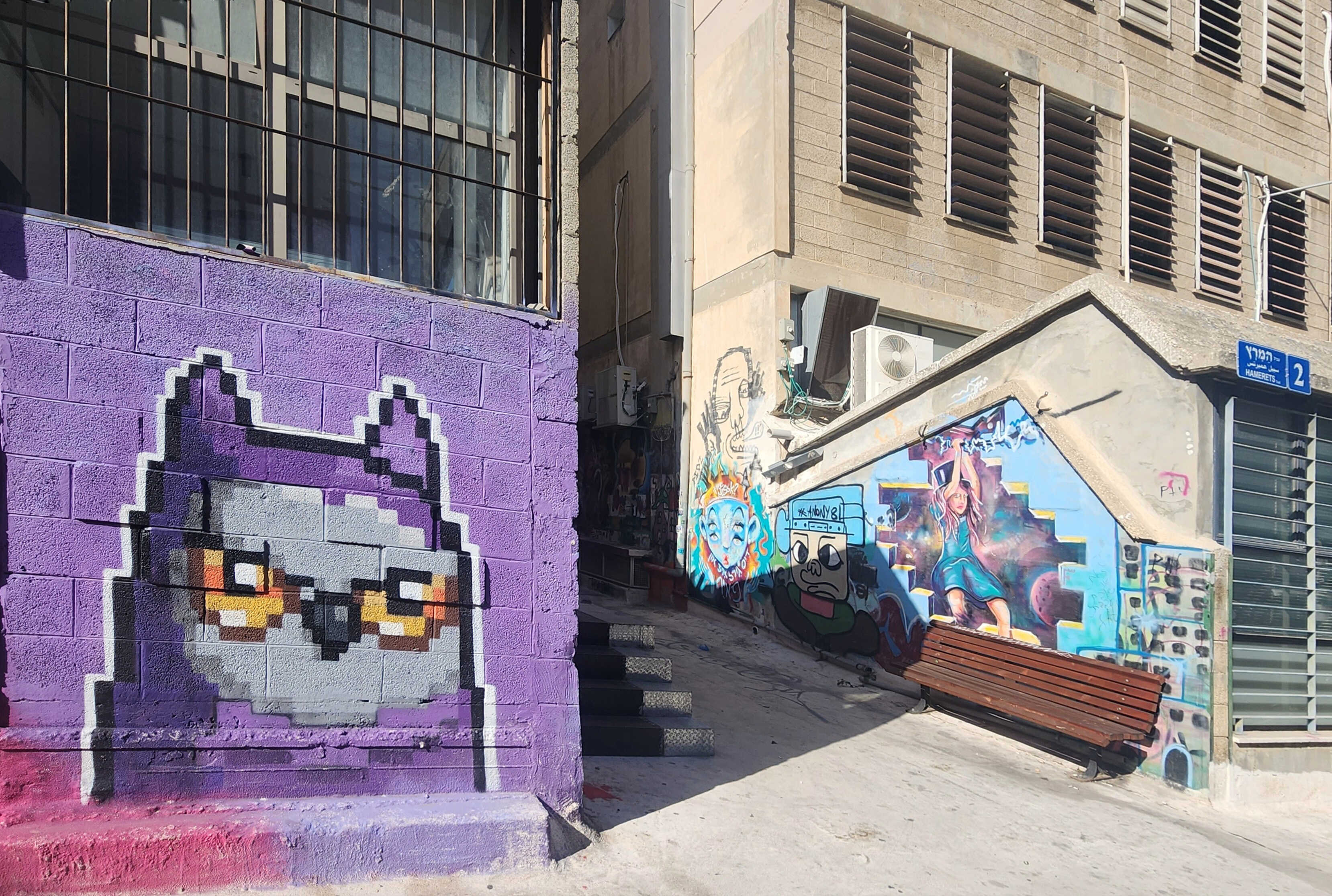
픽셀 아트는 때때로 물리적 세계에서 모방되기도 한다. 예를 들어 이 텔아비브 그래피티 아트가 있다. 2023년 촬영.

일부 평론가들은 2010년대 픽셀 아트 게임의 물결 이후 "레트로" 픽셀 아트의 쇠퇴를 예측했지만, 픽셀 아트는 현재 10년 동안 계속 인기를 유지하고 있다. 한 가지 주요 기여 요인은 코로나19 팬데믹으로 보이며, 전 세계 사람들이 온라인에서 더 많은 시간을 보내고, 게임을 하고, 소셜 미디어를 사용하며, 새로운 취미를 개발했다. 두 번째 기여 요인은 NFT의 부상으로 보이며, 픽셀 아트가 대량의 예술 작품을 저렴하게 생산하는 방법이 되었기 때문이다. NFT 시장이 급속히 성장하면서 많은 픽셀 아티스트들이 새로운 수입원으로 이 새로운 기술을 받아들였다. 많은 저명한 전문 예술가들은 환경적 요인, 피라미드 사기 주장, 돈세탁을 이유로 NFT에 대한 제안을 거부하며 회의와 반대를 표명했다. 픽셀 아티스트가 NFT에 반대하는 가장 잘 알려진 사례 중 하나는 환경적 영향과 인위적인 희소성을 언급한 캐스트픽셀이다. 또한, 다른 형태의 디지털 아트와 마찬가지로, 픽셀 아티스트들은 허락 없이 픽셀 아트를 다운로드하여 NFT로 판매하는 행위자들에 의한 표절 및 사기 사례도 많이 발견했다. 픽셀 미술품 도용에 대한 논의가 새로운 것은 아니지만, NFT의 부상으로 이 문제는 분명히 더 논란이 많아졌다.
아마도 트위터, 마스토돈, 레딧, 인스타그램과 같은 소셜 미디어 플랫폼의 영향력과 매력이 증가한 것과 관련하여 Pixelation 및 DeviantArt의 오래된 픽셀 아트 커뮤니티는 2020년대에 쇠퇴했다. 디스코드는 Pixel Joint, PAD (Pixel Art Discord), Lospec, Trigonomicon과 같은 픽셀 아트 커뮤니티의 중요한 플랫폼이 되었다. 2022년 초가을, Pixelation은 웹 포럼 폐쇄와 트위터로의 전환을 발표했다.
픽셀 아트는 이스트워드 (2021), 루프 히어로 (2021), 뱀파이어 서바이버즈 (2022), 피자 타워 (2023), 블라스페머스 2 (2023), 데이브 더 다이버 (2023) 및 발라트로 (2024), 안톤블라스트 (2024)와 같은 게임 출시와 함께 플랫폼 전반에 걸쳐 인기 있는 스타일로 남아 있었다. 일부는 SNES 출시 30년 후 출시된 최근 픽셀 아트 게임의 물결이 향수와 퍼블리셔로부터의 자유에 크게 영향을 받았으며, 현대 비디오 게임 블록버스터의 독창적이지 않은 스토리에 대한 반응으로 생태학적 문제 및 퀴어 캐릭터 표현과 같은 현대적 주제를 통합하고자 했다고 주장했다.

## 기술
픽셀 아트는 일반적으로 다른 형태의 디지털 아트에 비해 픽셀의 더 신중하고 의도적인 배치를 포함한다. 예술가들은 다양한 브러시 크기(예: 1x1 또는 2x2 픽셀)와 자유 손/연필, 선, 직사각형과 같은 다양한 도구를 사용한다. 픽셀 아트와 다른 디지털 아트의 주요 차이점 중 하나는 픽셀 아티스트가 한 번에 한 가지 색상을 적용하는 경향이 있으며, 부드러운 가장자리, 번짐, 흐림과 같은 도구를 피한다는 것이다. 어떤 도구와 기술이 비픽셀 아트(NPA)로 간주되는지에 대한 합의는 과거에 상당한 의견 불일치를 야기했다. 예를 들어, 색조나 광도 값을 조정하는 다양한 필터를 사용하여 레이어를 적용하는 것은 비픽셀 아트 기술로 간주되지만, 결과 아트워크는 픽셀의 의도적인 배치의 명확한 기반이 있다면 여전히 픽셀 아트로 간주될 수 있다. 신중한 픽셀 배치를 보존하기 위해 픽셀 아트는 손실 없는 데이터 압축을 활용하는 파일 형식으로 저장하는 것이 바람직한다. 예를 들어 JPEG 형식은 압축으로 인해 이미지에 눈에 띄는 아티팩트가 생기므로 종종 피한다.
다양한 제약은 픽셀 아트의 핵심이며, 이는 종종 아미가, 코모도어 64, NES 및 초기 컴퓨터와 같은 하드웨어의 기술적 한계로 거슬러 올라간다. 가장 일반적인 두 가지 제약은 해상도와 팔레트이며, 픽셀 아티스트는 다른 디지털 아티스트에 비해 훨씬 작은 캔버스 크기와 색상 수로 작업하는 경우가 많다. (Lee, p. 276) 예를 들어 코모도어 64 제약(320x200 해상도, 16가지 색상), 원본 ZX 스펙트럼 제약(256x192 픽셀, 15가지 색상), 게임보이 제약(160x144 픽셀, 4가지 색상)이 있다.
어떤 예술가들은 픽셀 작업 과정을 선화로 시작하고, 다른 예술가들은 간단한 형태와 큰 클러스터를 블록으로 채워 넣는 방식으로 시작한다. 전통적으로 픽셀 아트는 캔버스에 그림을 그리는 것과 유사하게 단일 레이어에서 이루어졌지만, 현대 소프트웨어는 여러 레이어 작업을 허용하며, 정적인 배경을 유지하면서 전경에 애니메이션이나 투명도를 추가할 수 있다.

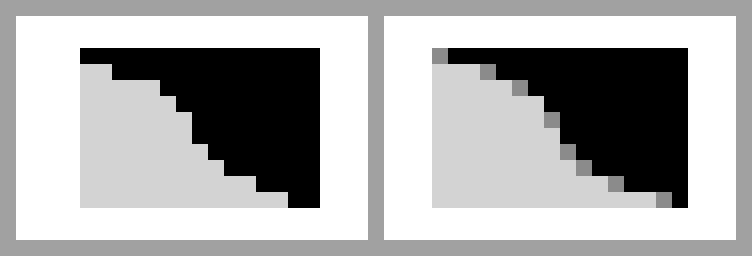
안티앨리어싱 없음(왼쪽) 및 안티앨리어싱 적용(오른쪽)

줄어든 해상도나 색상과 같은 픽셀 아트의 다양한 제약에 대처하기 위해 픽셀 아티스트는 전통적으로 해당 예술 형식에 특정한 여러 기술을 사용했다. 널리 사용되는 기술 중 하나는 디더링으로, 일반적으로 노이즈나 체커보드 또는 선과 같은 반복 패턴을 사용하여 멀리서 볼 때 세 번째 색상을 생성한다. 다른 일반적인 기술로는 강한 가장자리를 수동으로 픽셀을 배치하여 부드럽게 하는 안티앨리어싱(AA)과 움직임의 환상을 만들기 위해 픽셀의 색상을 변경하는 서브픽셀링이 있다.

### 스타일
픽셀 아트는 유연한 매체이므로 픽셀 아티스트는 종종 유화의 인상주의나 점묘법, 자수의 크로스 해칭과 같은 전통 매체의 스타일을 모방할 수 있다. 픽셀 아트는 그 자체로 스타일이 아니라 광범위한 예술 매체이다. 그러나 픽셀 아트 내에는 픽셀 배치에 따라 달라지는 다양한 스타일이 있다. 스타일에 대한 일반적인 구분은 클러스터의 사용이다. 클러스터는 같은 색상의 연결된 픽셀 필드이다. 클러스터의 반대는 다른 색상의 픽셀로 둘러싸인 고립된 픽셀(1x1)이다. 클러스터 크기는 픽셀 아트 스타일의 중요한 특징이 되었는데, 일부 픽셀 아트는 큰 클러스터를 사용하고 고립된(고아) 픽셀을 피하는 반면, 다른 작품은 모든 크기의 클러스터를 고립된 픽셀과 함께 사용하거나, 더 거친 질감을 위해 주로 고립된 픽셀과 작은 클러스터에 의존한다. 작은 클러스터와 고립된 픽셀에 더 많이 의존하는 스타일은 종종 점묘법 및 인상주의와 유사성을 가지는 반면, 큰 클러스터와 기하학적 형태를 가진 픽셀 아트는 입체주의 및 절대주의와 유사성을 가진다. 특정 스타일을 옹호하는 것으로 알려진 일부 예술가들도 있지만, 많은 픽셀 아티스트들은 자신의 작품에서 다양한 스타일을 번갈아 사용한다.

### 장르 및 주제
픽셀 아트는 유연한 매체이며, 전통 매체와 마찬가지로 인물화, 풍경화, 추상화의 전통을 공유한다. 그러나 특정 장르가 특히 인기를 얻었다. 이러한 장르들은 종종 겹치지만 다음을 포함한다:

1비트 픽셀 아트와 텍스트 조합. 텍스트는 "If it is to be, it is up to me!"라고 쓰여 있다.

- 등축: 거의 등축적 디메트릭 투영으로 그려진 픽셀 아트이다. 원래 게임에서 실제 3차원 처리를 사용하지 않고 3차원 시야를 제공하기 위해 사용되었다. 일반적으로 X 및 Y축을 따라 1:2 픽셀 비율로 그려진다.
- 스프라이트: 스트리트 오브 레이지 또는 스트리트 파이터 II와 같은 플랫포머 게임 및 격투 게임 또는 파이널 판타지와 같은 JRPG (일본 롤플레잉 게임) 방식으로 일반적으로 그려지는 캐릭터 및 게임 자산이다.[3]
- 픽셀 인형: 돌즈(dollz)라고도 한다. 일반적으로 맞춤 설정 가능한 외모와 의상 세트를 가진 픽셀 아트 캐릭터 세트이다. 채팅 및 포럼의 아바타 또는 옷 입히기 게임에서 자주 사용된다.
- 목업: 사용자 인터페이스 및 기타 게임 요소를 포함한 존재하지 않는 픽셀 아트 게임의 개념이다. 현대 게임을 기반으로 한 레트로 스타일 목업을 '디메이크(demake)'라고 부른다.[37]

### 오에카키와의 차이점

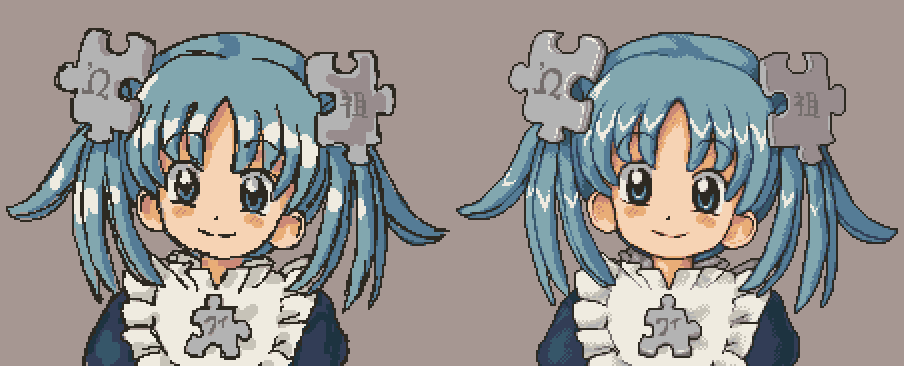
오에카키 스타일(왼쪽)과 픽셀 아트(오른쪽) 비교

오에카키는 픽셀 아트와 많은 유사점을 보이는 작은 해상도에서 이루어지는 디지털 아트의 한 형태이다. 그러나 오에카키에서는 개별 픽셀의 배치가 작품의 전체적인 느낌보다 중요하게 여겨지지 않아 특징적인 "엉성하거나" 들쭉날쭉한 모양을 띈다.

## 소프트웨어
본질적으로 모든 래스터 그래픽스 편집기는 픽셀 아트에 어떤 식으로든 사용될 수 있으며, 일부는 프로세스를 더 쉽게 만들기 위해 설계된 기능을 포함한다. 주목할 만한 래스터 그래픽스 편집기 목록은 래스터 그래픽스 편집기 비교를 참조할 것. 다음 주목할 만한 프로그램들은 픽셀 아트 그리기를 특별히 용이하게 하기 위해 설계되었다.
| 소프트웨어     | 설명 | 소프트웨어 사용권 | 경제적 비용                                  | 지원 플랫폼 |
| -------------- | --- | ----------------- | -------------------------------------------- | --- |
| 에이스프라이트 | 에이스프라이트는 레이어, 프레임, 타일맵, 명령줄 인터페이스, 루아 스크립팅 등 이미지 및 애니메이션 편집을 위한 수많은 도구를 제공한다. 에이스프라이트가 독점 소프트웨어가 되기 전에 Libresprite라는 오픈 소스 포크가 만들어졌으며, 이는 인기 있는 무료 대안이 되었다. | 사유              | 자유 소스 코드, 유료 사전 컴파일된 바이너리. | - 윈도우 - MacOS - 리눅스 |
| Graphics Gale  | Graphics Gale은 일본의 픽셀 아트 편집기로 애니메이션 기능과 색상 기반 투명 시스템을 갖추고 있으며, 초창기 게임 아티스트들이 광범위하게 사용했다. 2005년에 작성되었고 2017년에 프리웨어로 전환되었으며, 마지막 업데이트는 2018년이었다.                               | 사유              | 무료                                         | - 윈도우 |
| GrafX2         | GrafX2는 1996년에 출시되었으며, Amiga 프로그램 Deluxe Paint와 Brilliance에서 영감을 받았다. 256색 드로잉에 특화되어 있으며, 픽셀 아트 및 2D 비디오 게임 그래픽에 적합한 광범위한 도구와 효과를 포함한다.                                                             | 자유              | 무료                                         | - 아미가OS - 안드로이드 - 아타리 MiNT - FreeBSD - 제노드 - 하이쿠 - IRIX - 리눅스 - MacOS - 윈도우 - 모르프OS - MS-DOS - 실러블 데스크톱 |
| Pro Motion NG  | Pro Motion NG는 주로 비디오 게임용 아트를 그리는 데 중점을 두며, 애니메이션, 스프라이트 작업 및 타일셋을 위한 기능과 도구를 제공한다. | 사유              | 프리미엄                                     | - 윈도우 - MacOS - 리눅스 |

## 같이 보기
- 픽셀
- 모자이크
- 십자수